# Zébra
Pour les articles homonymes, voir Zebra.
Zébra est une localité de l'ouest de la Côte d'Ivoire et appartenant au département de Daloa, dans la Région du Haut-Sassandra. La localité de Zébra est un chef-lieu de commune.